# Kole (district)
Kole is een district in het noorden van Oeganda. Hoofdstad van het district is de stad Kole. Het district telde in 2020 naar schatting 284.300 inwoners op een oppervlakte van 1071 km².
Het district werd opgericht in 2010 door afsplitsing van het district Apac. Het district is onderverdeeld in een stad (Kole town council) en zes sub-counties (Aboke, Akalo, Alito, Ayer, Bala en Okwerodot).